# Universität Nakhon Phanom
Die Universität Nakhon Phanom (Thai มหาวิทยาลัยนครพนม, Nakhon Phanom University, kurz: NPU) ist eine öffentliche Universität in der Provinz Nakhon Phanom, Thailand.

## Geschichte
Die Universität wurde am 2. August 2005 eröffnet. Sie ist ein Zusammenschluss mehrerer Ausbildungseinrichtungen in der Provinz Nakhon Phanom:
- Rajabhat-Universität Nakhon Phanom
- Universität Maha Sarakham (Campus Nakhon Phanom)
- Berufsfachschule Nakhon Phanom
- Fachschule für Landwirtschaft und Technologie Nakhon Phanom
- Lehrerkolleg That Phanom
- Lehrerkolleg Nawa
- Boromarajonani-Krankenpflegeschule Nakhon Phanom

## Campus und Einrichtungen
Der zentrale Campus liegt in der Stadt Nakhon Phanom. Folgende Einrichtungen bieten Studiengänge an:
- Fakultät für Management und Informationstechnik
- Fakultät für Liberal Arts
- Fakultät für Industrietechnik (ehemals Berufsfachschule Nakhon Phanom)
- Fakultät für Landwirtschaft und Technik (ehemals Fachschule für Landwirtschaft und Technik Nakhon Phanom)
- Hochschule Nawa
- Hochschule That Phanom
- Boromarajonani-Krankenpflegeschule Nakhon Phanom
- College für Tourismus- und Dienstleistungsgewerbe
- College für internationale Luftfahrt
- Institut für Forschung und Entwicklung
- Institut für Indochinakunde
- Hochschule für Industrietechnik Si Songkhram

## Sonstiges
Die Universität ist Mitglied im Netzwerk Greater Mekong Subregion Academic and Research Network.